# Haim Kastan
Haim Kastan (in ebraico חיים קסטן‎?; Haifa, 12 ottobre 1935 – 25 febbraio 2020) è stato un cestista e allenatore di pallacanestro israeliano.

## Carriera
Con Israele ha partecipato ai Campionati europei del 1959.